# Cosmin Rațiu

a Compétitions nationales et continentales officielles uniquement.

b Matchs officiels uniquement.
Dernière mise à jour le 8 août 2019.
Cosmin Rațiu, né le 18 juillet 1979 à Petroșani (Roumanie), est un joueur de rugby à XV roumain. Il joue avec l'équipe de Roumanie entre 2003 et 2012, évoluant au poste de troisième ligne ou deuxième ligne. Il mesure 1,92 m pour 102 kg.

## Carrière

### Équipe de Roumanie
- 35 sélections avec la Roumanie
- 1er test match le 22 juin 2003 contre l'équipe de République Tchèque.
- Sélections par année : 1 en 2003, 6 en 2005, 8 en 2006, 9 en 2007, 2 en 2009, 1 en 2010, 4 en 2011 et 4 en 2012.

- Coupe du monde disputée: 2007 et 2011.